# Hajna
A Hajna női nevet Vörösmarty Mihály alkotta meg a hajnal szóból a Zalán futása című művében.

## Gyakorisága
Az 1990-es években szórványos név, a 2000-es években nem szerepel a 100 leggyakoribb női név között.

## Névnapok
- július 9.[2]
- augusztus 21.[2]
- október 10.[2]

## Becézések
Hajni, Hajnc, Hajnu, Hajnsz, Hajnuka, Hanu, Hajnácska, Hajnusz, Hajncu, Hazsn